# قوة النساء

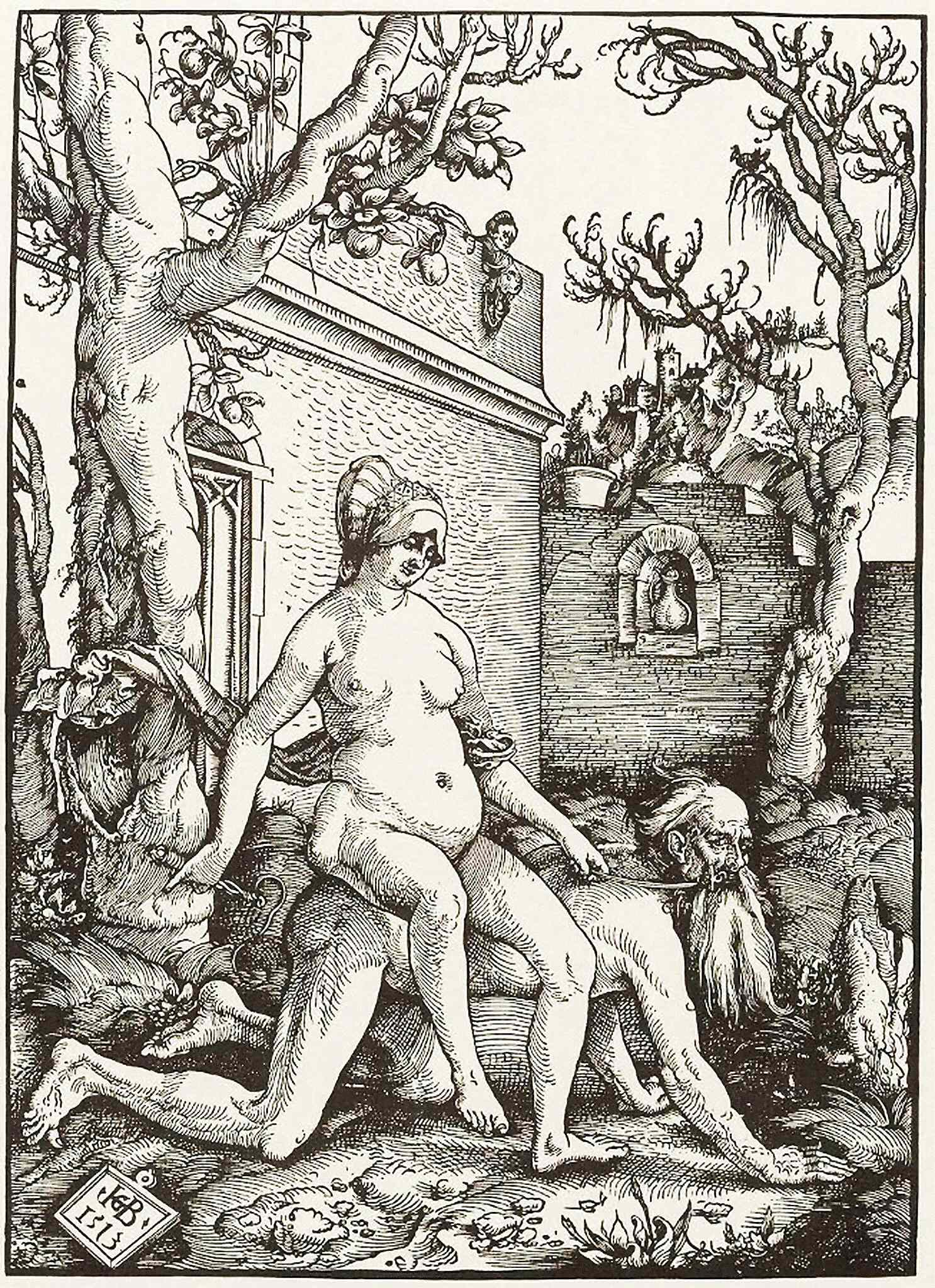

«قوة النساء» عبارة عن توبوس أدبي وفني في العصور الوسطى وعصر النهضة، يظهر فيه «الرجال الأبطال أو الحكماء الذين تُسيطر عليهم النساء» مما يقدم «انقلابًا تحذيريًا فكاهيًا في أغلب الأحيان للتسلسل الهرمي الجنسي الذي يسيطر عليه الذكور». عرفتها سوزان سميث بأنها «الممارسة التمثيلية للجمع بين شخصين على الأقل، ولكن عادة ما تكون أكثر من شخصيتين معروفتين من الكتاب المقدس أو التاريخ القديم أو الرومانسية، لتجسيد مجموعة من الموضوعات المترابطة التي تشمل حيل النساء وقوة الحب ومحاكمات الزواج». تجادل سميث بأن التوبوس ليس ببساطة «مظهرًا واضحًا من مظاهر مناهضة الحركة النسائية في القرون الوسطى»، بل هو «موقع مسابقة يمكن من خلاله التعبير عن أفكار متضاربة حول أدوار الجنسين».
تجادل سميث بأن التوبوس ينشأ من الأدب الكلاسيكي ويمكن إيجاده في نصوص القرون الوسطى مثل أوكاسان ونيكوليت وعزاء الفلسفة ورومانسية الوردة وحكايات كانتربري. هوجم التوبوس من قبل كريستين دي بيزان نحو عام 1400، التي جادلت بأنه إذا كتبت النساء هذه الروايات فإن تفسيراتهن ستكون مختلفة عن تلك التي لدى الرجال.
عُثر على صور في الفنون المرئية في مختلف الوسائط، وبشكل رئيسي منذ القرن الرابع عشر فصاعدًا، أصبحت ذات شعبية متزايدة في القرن الخامس عشر. شملت المواضيع المتكررة بحلول ذلك الوقت، قطع رأس يهوديت وفيليس تمتطي أرسطو وشمشون ودليلية وسالومي ووالدتها هيروديا وجايل تقتل سيسرا وبثشبع تستحم على مرأى من داود وفيرجيل في سلته، بالإضافة إلى العديد من أوصاف للساحرات وصور النوع لنساء تسيطرن على أزواجهن. أصبحت المجموعة الأخيرة تسمى معركة البنطال. انضمت لوحتا يوسف وزوجة بوتيفار ولوط وبناته، في وقت متأخر إلى المجموعة، لكنها حظيت بشعبية كبيرة في وقت لاحق. رسم روبنز والعديد من الإيطاليين تومريس، الملكة السكوثيونية التي هزمت كورش الكبير ومثلت بجثته.
تشمل هذه المشاهد التي تظهر في تركيبات متناسقة، شخصين فقط وأفعال مميزة بصريًا، يمكن التعرف عليها بسهولة ويبدو أنها قد مُثلت بشكل كبير في وسائل الترفيه من مختلف الأنواع، سواء كانت مشاهد قصيرة أو لوحات حية. ليس من الواضح من الذي صاغ مصطلح قوة النساء لأول مرة، ولكن من الواضح أنه اكتسب رواجًا في عصر النهضة الشمالية في القرن السادس عشر في ألمانيا والدول المنخفضة.

## الفنون المرئية
كانت الصور المبكرة من مواضيع النوع القوطي أو تلك «الكلاسيكية» مثل فيليس تمتطي أرسطو وفيرجيل في سلته -في الحقيقة كل من التراكمات الأسطورية في العصور الوسطى- أكثر شيوعًا من تلك الموجودة في الكتاب المقدس والتي سادت لاحقًا. تظهر غالبًا على نفس القطع مثل الهجوم على قلعة الحب، ومثلما هو الحال في نعش في بالتيمور. نجا هذا الموضوع وما شابهه من المواضيع المتعلقة بقصص الحب في البلاط في الغالب على أشكال من العاج تُستخدم للاستعمالات الأنثوية، مثل الصناديق أو علب المرآة. تُظهر هذه الأشكال سيدات يدافعون عن قلعة ضد الرجال، بشكل عام دون نجاحهن. تُشكل هذه الصور في الأساس خيالًا رومانسيًا خفيفًا يعطي معالجة كوميدية، نُظمت بعض من هذه المشاهد أحيانًا كزخارف مضيئة في المسابقات.
يحظى موضوع «قوة النساء» بشعبية خاصة في عصر النهضة الشمالية في القرن السادس عشر، وهو يصف «صورًا مأخوذة من مصادر تاريخية وأسطورية ومصادر مقدسة، توضح قوة المرأة وسيطرتها على الرجال، وخاصة بسبب جاذبيتها الجنسية». تتضمن العديد من القصص قتل الذكر، ويزيل سياقها الديني بشكل فعال الكثير من الإمكانات الكوميدية للمجموعة، لكنه لا يزيل بأي حال من الأحوال الإمكانيات الجنسية التي يستغلها العديد من الفنانين. لعل أفضل ما يمكن أن نشاهده في شخصية جايل، هو مسألة المواقف التي تظهر إزاء العنف الذي تمارسه المرأة في سبيل الفضيلة، إذ أن جايل قتلت سيسرا عن طريق ضربه بوتد الخيمة على رأسه، مما جعل من ذلك صورة خاصة. وفقًا لبعض النقاد النسويين، فإن وصفها تحول إلى طريقة معادية في عصر النهضة، ومثل يهوديت، فهي بالتأكيد جُمعت مع شخصيات «سيئة» مثل هيروديا ودليلة. مع ذلك، فق جرى تضمينها مع يهوديت وإستر كواحدة من ثلاثية هانز بورغكمير «ثلاث يهوديات جيدات»، وهي ثلاثية من بطلات الكتاب المقدس في ثمانية عشرة من الوجهاء، مضيفًا بذلك تسع نساء إلى الذكور التسعة التقليديين.
يمكن مشاهدة مواضيع قوة النساء في الرسم وغيرها من الوسائط، لكن المطبوعات كانت منزلها الخاص. صنع لوكاس فان ليدن مجموعتين من النقوش الخشبية المعروفة باسم القوة الكبيرة والصغيرة للنساء. كان من بين المواضيع المميزة آدم وحواء وشمشون ودليلة والملك سليمان وهيرودس وهيروديا، وجايل وسيسرا وأحيانًا إيزابل والملك أخاب. تتميز المنحوتات الخشبية بتركيبة ثابتة إلى حد ما، وقد اقتُرح أنها مستمدة من اللوحات الحية للمشاهد. هناك مجموعة أخرى لهانز بورغكمير (1519) تُعرف باسم غباء الحب أو حماقات الحب. في الوقت نفسه، كان هناك اهتمام، غالبًا بين نفس الفنانين، بالنساء من بيئات مختلفة واللواتي كن عاجزات، أو كن قادرات على الهروب من أوضاعهن عن طريق الانتحار فقط، مثل سوازانا وعليسة من قرطاج ولوكريشا وفيرجينيا. تقع قصة أستير في مكان ما بين هذين النقيضين.
كان المعلمون الصغار من بين هؤلاء الفنانين المهتمين بشدة بكلتا المجموعتين. غالبًا ما كانت معالجة هاتين المجموعتين، خاصة في المطبوعات، أمرًا مثيرًا جنسيًا بشكل صريح، وقد أخذت مكانها إلى جانب القديسات والعشاق الأسطوريين والواقعيين في المعالجات الشائعة للنساء في الفن. انتشر الاهتمام بمثل هذه المواضيع ووصل حتى إيطالياـ مما أثر على البندقية أولًا، وأصبحت الموضوعات شائعة في الرسم الإيطالي المتأخر في عصر النهضة، بل وحتى خلال الباروك، وربما تكون قد بلغت ذروتها في عمل أرتيميسا جنتلكسي، التي رسمت تقريبًا جميع مواضيع قوة النساء في الكتاب المقدس، أكثر من مرة، ويُفترض أن اختيارها لمواضيعها كان مدفوعًا بحياتها الصعبة. يستخدم كريستوفانو ألوري في أفضل أعماله المعروفة، يهوديت مع رئيس هولوفيرنز، عشيقاته السابقات كعارضات لرسم يهوديت، مع والدتها التي تظهر كخادمة وصورة ذاتية لرئيس هولوفيرنز.